# Hotchkiss M1929 sMG
Das Hotchkiss M1929 sMG ist ein schweres Maschinengewehr französischer Herkunft.

## Beschreibung
Das Mitrailleuse de 13,2 mm Hotchkiss mle 1929 war ein schweres Maschinengewehr des französischen Herstellers Hotchkiss et Cie, das ab den 1930er Jahren von mehreren Nationen teils als Lizenzfertigung, zur Flugabwehr und als Waffe in gepanzerten Fahrzeugen eingesetzt wurde.

## Entwicklungsgeschichte
In den späten 1920er-Jahren schlug Hotchkiss eine Reihe von automatischen Flugabwehrwaffen in den Kalibern 13,2 mm, 25 mm und 37 mm als Nachfolger für das etablierte Hotchkiss M1914 im Kaliber 8 × 50 mm R Lebel vor. Alle waren als Gasdrucklader konzipiert. Das M1929 sollte darüber hinaus auch bei der Infanterie gegen feindliche, leicht gepanzerte Fahrzeuge Verwendung finden und dazu auf ein Dreibein montiert werden.
Bei der Evaluierung durch die französische Infanterie wurde das M1929 aber abgelehnt. Die Kommandeure befürchteten, dass die schweren Geschosse eigene Truppen gefährden könnten, und entschieden sich für größere Kaliber, bei denen selbstzerstörende Granaten verfügbar waren. Die Marine teilte diese Bedenken nicht, und so wurde das 13,2-mm-Hotchkiss flächendeckend als Marinewaffe eingeführt. Auch die Kavallerie wählte es für einige ihrer Panzerfahrzeuge aus.

## Einsatz
Das schwere Maschinengewehr war durch sein Gewicht keine ideale Waffe für die Infanterie, doch die grundsätzlichen Leistungsparameter ermöglichten zum Einführungszeitpunkt Ende der 1920er-Jahre mehrere Nutzungsmöglichkeiten.

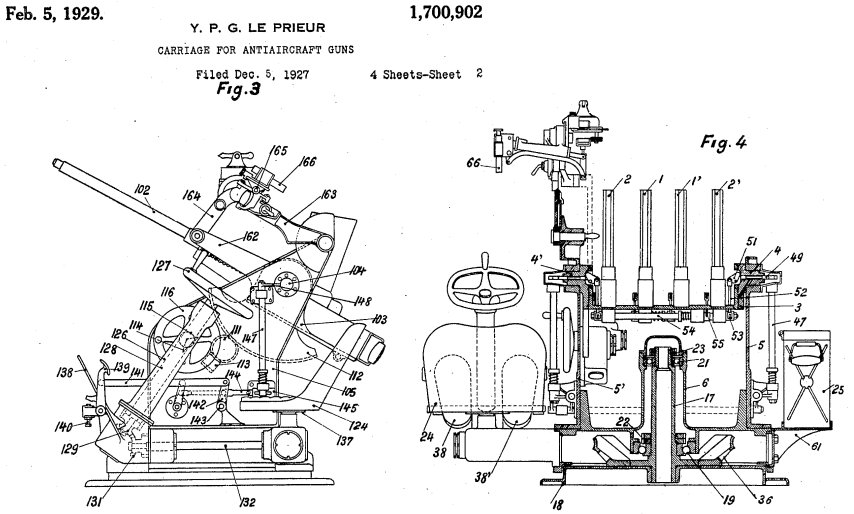
Die Vierlingslafette der Marine, dargestellt im US-Patent 1700902 eingereicht von Yves Le Prieur

### Mitrailleuse de 13,2mm CA mle 1930 – Zwillings-Flugabwehr-Maschinengewehr (Fla-MG)
Die französische Armée de l’air und die rumänische Armee setzten eine Zwillingskonfiguration auf einem Dreibeinfahrgestell zur Nahbereichsverteitigung von Flugplätzen und strategisch wichtigen Plätzen ein, das als Mitrailleuse de 13,2 mm CA mle 1930 bezeichnet wurde.

### Schiffsgeschütz – Flugabwehr
Zu Beginn des Zweiten Weltkriegs setzten die französische und japanische Marine Zwillings- und Vierlingskonfigurationen auf vielen Kampfschiffen ein. Bei französischen Kriegsschiffen wie dem Schlachtschiff Richelieu, die 1943 in den USA neu ausgerüstet wurden, wurden diese wegen ihrer unzureichenden Leistung gegen moderne Flugzeuge durch die leistungsstärkeren 20-mm-Oerlikon-Kanonen ersetzt.

### Typ 92/Typ 93 13,2-mm-schweres-Maschinengewehr

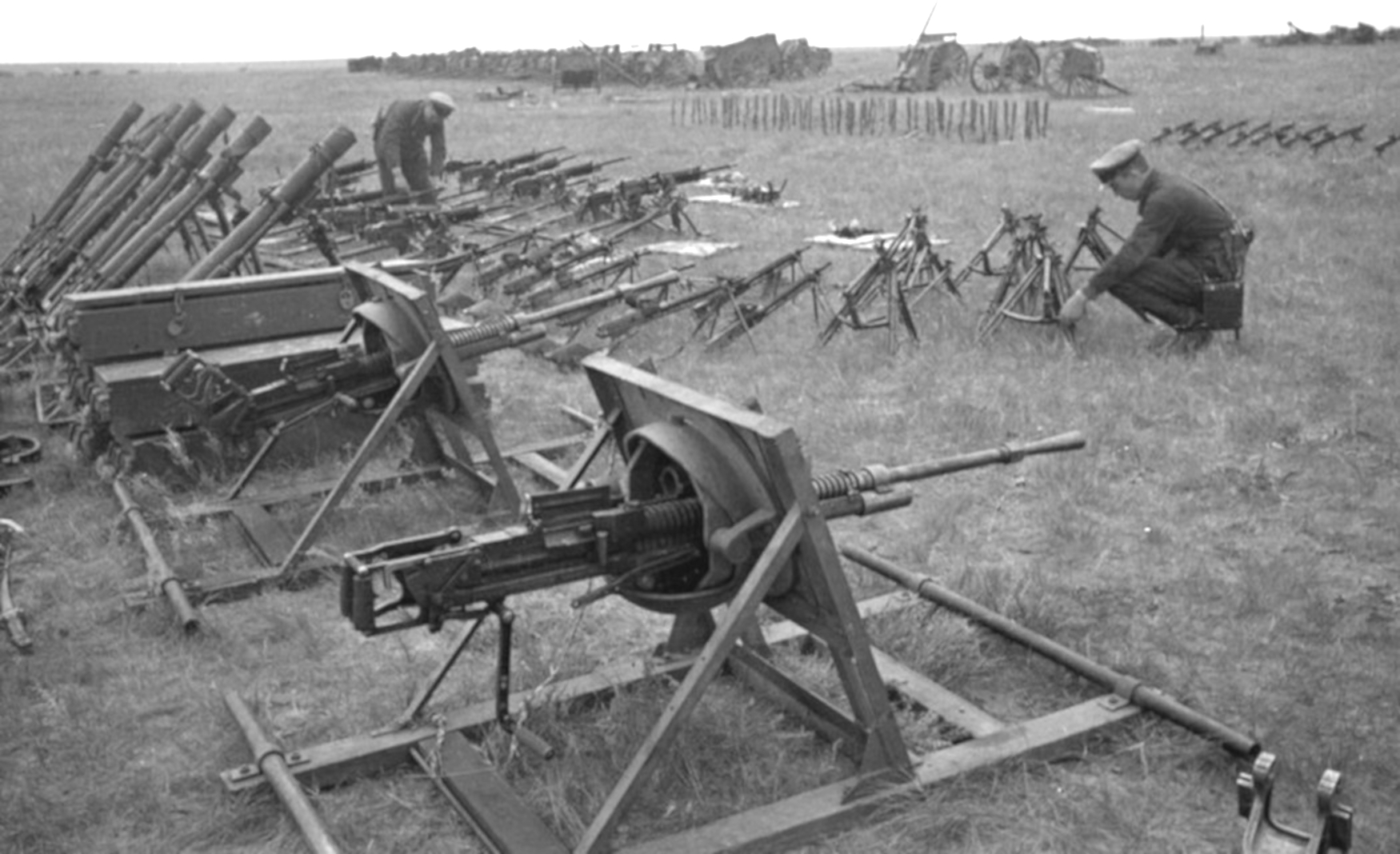
Japanische Typ 92 13,2 mm Panzer-Maschinengewehre, umgerüstet für den Erdkampf als beute der Roten Armee nach den Gefechten bei Nomonhan

Japan erwarb eine Fertigungslizenz für die Waffe. Das Heer setzte eine stark modifizierte Version in geringem Umfang als Typ 92 13,2-mm-Schweres-Maschinengewehr im Typ 92 Jū-Sōkōsha (Tankette) und im Typ 94 Panzerzug ein. Darüber hinaus wurde die Waffe in unveränderter Form als Typ 93 13,2-mm-Schweres-Maschinengewehr zur Flugzeugabwehr und für den Erdkampf vom japanischen Heer und der japanischen Marine in großem Umfang eingeführt und verwendet.